# Họ Rêu đuôi phượng
Họ Rêu đuôi phượng (danh pháp khoa học: Fissidentaceae) là một họ rêu trong bộ Dicranales.
Theo một số quan điểm phân loại, hiện tại họ rêu này có thể được phân chia thành một chi duy nhất hoặc mười chi khác nhau.